# Marino Zurl
Marino Zurl (Split, 22. rujna 1929. – Zagreb, 21. siječnja 2006.), hrvatski književnik i publicist.
Osnovnu školu završava u Splitu, a u Zagrebu gimnaziju.
Bio je urednikom tribine "Književni petak", a bio je knjižničarem i novinarom u Narodnom listu, Globusu i Areni. Istakao se kao voditelj dugotrajne i plodotvorne akcije povezivanja vihorom rata otrgnute kozaračke djece s njihovim porodicama.
U svom književničkom i publicističkom opusu ima 26 knjiga, pjesama, romana, priča, putopisa, publicističke proze. Članom je DHK od 1957. godine.

## Značajnija djela
- Kiša će, prijatelju (1975.),
- Splavom od Zagreba do Crnog mora (1976.),
- Na smrt osuđeni (1976.),
- "Mama, kome on to priča" (1977.)
- Tri jablana (1978.),
- Prekinuta psihoterapija (1981.),
- Dječak i bundeva (1985.),
- Poštar i ptice (1985.),
- Iza zida (1986.),
- Rijeka i 101 njih (1988.),
- Truba za Bleiburg (1997.).
- "Američki poljubac" (2005.)

Za pojedina djela mu postoje prijevodi na francuski, engleski, talijanski i mađarski jezik.